# Контакты макасаров с Австралией
- Большая красная точка: Макасар
- Другие красные точки (слева направо):  острова Роти, Тимор, и Ару
- Три желтые точки: Кимберли
- Одна желтая точка: Арнем-Ленд

Карта местностей, упоминаемых в статье:
- Большая красная точка: Макасар
- Другие красные точки (слева направо): острова Роти, Тимор, и Ару
- Три желтые точки: Кимберли
- Одна желтая точка: Арнем-Ленд

Ловцы трепанга из района города Макасар на Сулавеси (современная Индонезия) начали совершать плавания в Австралию задолго до открытия континента европейскими мореплавателями. Они стали посещать побережье Северной Австралии примерно в середине XVIII века, сначала в районе Кимберли, а несколько десятилетий спустя в Арнем-Ленде с целью лова и обработки трепанга (также известного как морской огурец), морского беспозвоночного, высоко ценимого на китайских рынках из-за своей кулинарной ценности и за приписываемые ему лечебные свойства. При этом термин макасар (или макассар) обычно применялся ко всем ловцам трепанга, прибывавшим на проа в Австралию, хотя в действительности некоторые из них происходили не из Макасара, а с других островов на Индонезийском архипелаге, включая Тимор, Роти и Ару. В ходе этих путешествий макасары вступали в длительные торговые и иные отношения с австралийскими аборигенами, что оказало значительное влияние на жизнь, культуру и экономику коренного населения северной части континента.

## Путешествия на Кайя Джава и Мареге

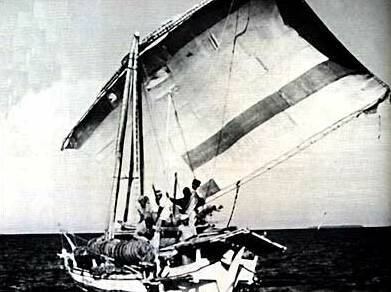
Макасарское судно «пераху», разновидность проа.

Ловцы трепангов отправлялись в экспедиции в Австралию в декабре, используя попутный муссон, на судах «пераху», которые могли вмещать до 30 человек. Исследователь Макнайт общее число людей, приплывавших ежегодно на промысел на побережье Арнем-ленда и Кимберли, оценивает приблизительно в тысячу человек. На берегу макасары создавали полу-постоянные, полу-временные поселения для проживания и обработки добычи. Они находились у побережья примерно четыре месяца, добывая со дна трепангов, варили и сушили их на берегу. Когда ветер менял направление на противоположное, они плыли домой, чтобы продать свой улов китайским торговцам. Макасары ловили трепангов вдоль побережья нынешнего округа Кимберли на севере штата Западная Австралия, который был известен макасарам под названием Кайя Джава и на полуострова Арнем-Ленд (его называли Мареге). Макасарские проа упоминаются в сказаниях аборигенов от района Брума до залива Карпентария.
Об экспедициях макасаров на побережье Северной Австралии на позднем их этапе сохранились свидетельства современников — европейских исследователей. Британский мореплаватель Мэтью Флиндерс в 1803 году встретил макасарских моряков у побережья Арнем-Ленда и смог пообщаться с ними благодаря коку-малайцу со своего корабля. В этом же году макасарцев в этих районах встретил французский исследователь Николя-Тома Боден, участник французской экспедиции к берегам Австралии, плывший на корабле «Географ». Хотя присутствие макасаров в этих районах носило сезонный характер, их длительное, в течение нескольких столетий, присутствие в Северной Австралии и большое влияние на местное население привело к тому, что этот регион долгое время европейцами назывался Берегом макасаров.
Историк Кемпбелл Макнайт ( Campbell Macknight ) в своем классическом труде о макасарских мореплавателях «The Voyage to Marege» сообщает, что самое раннее плавание к австралийским берегам, о котором сохранились упоминания в источниках, произошло в 1751 году. Однако существуют ряд доказательств того, что эти путешествия начались намного ранее XVIII века.
На наскальных рисунках, обнаруженных учеными находят в Арнем-Ленде начиная с 1970-х годов, изображено множество макасарских парусных судов-пераху. Недавно исследователь из Австралийского национального университета Стюарт Фэллон при помощи радиоуглеродного датирования установил, что по крайней мере одно из изображений такого парусника было сделано между 1624 и 1674 годами.
На основе радиоуглеродного анализа наскальных рисунков аборигенов, изображающих проа, выдвинуто даже предположение, что путешествия макасаров начались намного ранее, еще в 1500-е годы.

## Материальные свидетельства путешествий макасаров в Австралию

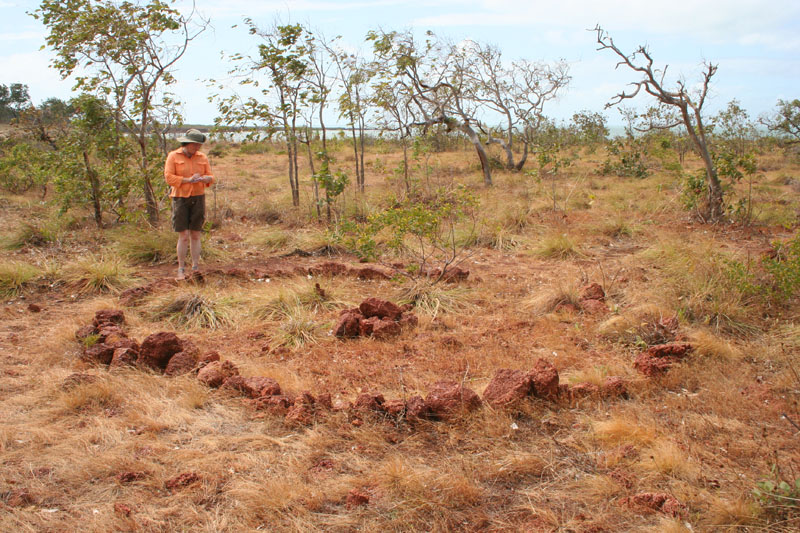
Остатки макасарской постройки около Ииркалы, Северная территория. Фото Рэя Норриса

На северном побережье Австралии обнаружено множество археологических свидетельств присутствия макасаров, в том числе бисер, осколки разбитой посуды, рыболовные крючки, монеты, сломанные глиняные трубки. Большинство находок при этом датируется XIX веком. Большинство историков также считает, что дерево тамаринд, плоды которого широко используются в южноазиатской кухне и медицине, в Австралию завезли макасары.
Важным доказательством путешествий макасаров в Австралию являются найденные в Арнем-Ленде наскальные рисунки аборигенов, на которых изображено множество макасарских судов-пераху. Датирование одного из рисунков радиоуглеродным методом выявило, что изображение макасарского парусника было сделано приблизительно в середине XVII века.
В 1916 году на небольшом острове у побережья Кимберли команда австралийского крейсера «Энкаунтер» нашла две бронзовые пушки различной конструкции и калибра, оба длиной около метра. Первоначально эти пушки были ошибочно классифицированы как карронады, поэтому и остров получил название остров Карронад (Carronade Island). Долгое время, следуя интерпретации писателя Кеннета Макинтайра, эти пушки считались одним из важных доказательств теории португальского открытия Австралии. Однако в 2004 и 2007 годах исследование Джереми Грина из Музея Западной Австралии определило, что это не карронады, а так называемые вертлюжные пушки — ручные орудия малого калибра, которые устанавливались на бортах корабля на шарнирах. Рентгеновский и химический анализ металла показал, что эти пушки были изготовлены в конце XVIII века в Индонезии, что свидетельствует в пользу того, что они, видимо, тоже принадлежали макасарам. Эти сведения подтверждает Мэтью Флиндерс, упоминавший о небольших вертлюжных пушках на макасарских пераху.
В январе 2012 года ещё одна такая бронзовая пушка была найдена недалеко от города Дарвин. Австралийская пресса также поспешила объявить её португальской, но и в этом случае исследование установило, что пушка изготовлена в Юго-Восточной Азии.

## Влияние макасаров на коренное население Австралии
Хотя количество прибывавших в Австралию макасаров было невелико и они находились здесь лишь в течение нескольких месяцев в году, их контакты с коренным населением в течение нескольких столетий оказали значительное влияние на культуру аборигенов севера Австралии. Регина Гантер пишет: «Отпечаток культурного влияния макассаров на йолнгу как след контактов проявляется повсюду: в их языке, в их искусстве, в их рассказах, в их кухне». По словам антрополога Джона Брэдли из Университета Монаша, контакты между двумя группами людей были успешными: «Они торговали вместе. Это было справедливо - не было никаких расовых предрассудков, никакой расовой политики». При этом контакты аборигенов с макасарами отнюдь не были односторонними, известны случаи, когда отдельные группы австралийских аборигенов переселялись на Сулавеси. Даже в начале XXI века общая история между двумя народами по-прежнему отмечается общинами аборигенов в северной Австралии как период взаимного доверия и уважения.
Но некоторые исследователи, изучавшие этот период, пришли к другому выводу относительно взаимоотношений между коренными народами и пришлыми ловцами трепанга. Антрополог Ян Макинтош говорит, что вначале контакт с макасарскими добытчиками привел к «беспорядкам», причем заслуживает внимания степень влияния ислама.  В другой статье Макинтош приходит к выводу, что «борьба, нищета и господство ... явились ранее неизученными последствиями контактов между аборигенами и индонезийцами». В докладе, подготовленном отделом истории Австралийского национального университета, говорится, что макасары, по-видимому, вначале приветствовались, однако впоследствии отношения ухудшились, когда «аборигены стали ощущать, что они подвергаются эксплуатации .. что привело к насилию с обеих сторон».

### Торговля
Во время раскопок в Арнем-Ленде был найден бисер XVIII века. Поскольку европейцы в то время еще не вели торговли с местными аборигенами, бисер к ним мог попасть только через макасаров. Выдвинуто предположение, что бисер мог служить валютой. Дэрил Уэсли и Мирани Литстер из Австралийского университета, сообщившие об этих находках, объясняют эти находки тем, что согласно традиционным представлениям аборигенных племен, чужаки не могли пользоваться ресурсами племенных территорий без их разрешения. Таким образом, бисер мог быть платой макасаров аборигенам за право ловить трепангов в прибрежных водах и жить на берегу. Установлено, что до попадания в Австралию бисеринки проделали очень долгий путь: они были изготовлены в Венеции, Голландии и Чехии.
Кроме бисера, аборигены также получали металлические ножи и топоры, ткани, табак, рис и джин. В ответ они снабжали пришельцев панцирями черепах, жемчугом, древесиной местного вида сосны. Более того, некоторые группы аборигенов сами становились ловцами трепангов и даже совершали путешествия на Сулавеси.

### Передача инфекций
Считается вероятным, что эпидемия оспы на северном побережье Австралии возникла вследствие контактов местного населения с макасарами в 1820-е, а не вследствие передачи от европейского населения, тогда жившего в нескольких тысячах километров южнее. Версия, что это произошло из-за оспы, прибывшей вместе с Первым флотом и уже впоследствии из Сиднейской бухты через всю Австралию достигшую севера континента, считается маловероятной.

### Генетическое наследие
Хотя, по мнению исследователей, массовой колонизации макасаров в Австралию не было и их число на австралийском побережье было крайне невелико, генетическими исследованиями доказано наличие потомков малайской субрасы среди австралийских аборигенов в результате смешанных браков и миграций. Также о передаче генов от индонезийцев в Австралию свидетельствуют недавние генетические исследования, которые показали присутствие в семьях аборигенов на Грут-Айленде носителей гаплогрупп редкой наследственной болезни Мачадо-Джозефа, встречающейся также среди коренного населения Тайваня, Индии и Японии.

### Экономика
Некоторые общины йолнгу на Арнем-Ленде, вероятно, переориентировали свою экономику, прежде в основном ориентированную на собирательство на суше, на добычу морских продуктов с использованием технологий макасаров, таких, как проа с аутригером, достоинства которых были высоко оценены аборигенами. Эти лодки были более мореходными по сравнению с традиционных каноэ и позволили йолгну выходить в открытое море для охоты на дюгоней и морских черепах. Макнайт отмечает, что и проа с аутригером, и копье-весло, найденное на Арнем-Ленде, основаны на макасарских прототипах.

### Новые технологии
Влиянию макасаров на аборигенное население приписывают появление на севере Австралии ряда новых технологий, в доконтактную эпоху неизвестных коренным племенам остальной части континента, в том числе каноэ-долблёнки, табак и трубки для курения, а также луки и стрелы.

### Лингвистический и культурный обмен
О лингвистическом и культурном обмене между макасарами и австралийским аборигенным населением свидетельствуют ряд мотивов в аборигенном искусстве, наличие отдельных макассарских слов в аборигенных языках (например: rupiah — деньги, jama — работа, balanda как обозначение «белого человека»). Последнее слово перешло в макасарский из малайского, в котором orang balanda обозначало голландцев.
Макасарский пиджин стал лингва франка не только между макасарами и аборигенами, но и между отдельными группами аборигенов на северном побережье Австралии
По мнению антрополога Дональда Томсона, посещавшего в начале 1930-х годов остров Грут-Айленд в заливе Карпентария, обычай затворничества женщин у аборигенов, которые боялись показываться чужестранцам и скрывались за «ширмами» из коры, также является результатом контактов с макасарами.

### Религия
Исследователи обнаружили влияние на верования аборигенов ислама, приверженцами которого были макасары. Одна из групп аборигенов, а именно йолнгу, живущая на острове Элко, поклоняется божеству Walitha’walitha. Как считают ученые, это имя происходит от Allahu ta‘ala «Аллах Высочайший». Имеются определённые параллели и в ритуалах многих йолунгу, которые при молитве обращаются лицом на запад, то есть приблизительно в сторону Мекки. Они используются и поклоны, напоминающие характерный для мусульман земной поклон (суджуд).

## Современная ситуация
Начиная с 1970-х годов по настоящее время плавания лодок и судов из Индонезии в австралийские воды с целью использования местных ресурсов считаются незаконными. Захваченные в австралийских водах береговой охраной рыбаки высылаются из страны как нарушители границы, а конфискованные у них лодки и суда, как правило, деревянные, уничтожаются на воде путем сжигания.